# ハイタッチ!2009/もえよ ギザみみピチュー!
「ハイタッチ!2009/もえよ ギザみみピチュー!」は、サトシ（松本梨香） & ヒカリ（豊口めぐみ）／ ギザみみピチュー starring しょこたんのシングル。2009年7月15日にピカチュウレコードから発売された。

## 解説
「ハイタッチ!2009」は、「ハイタッチ!」のリメイク曲であり、『ポケットモンスターダイヤモンド&パール』のオープニングテーマとして第134話から第157話まで使われた。『劇場版ポケットモンスター ダイヤモンド&パール アルセウス 超克の時空へ』のオープニングテーマとしても使用された。
「もえよ ギザみみピチュー!」は、同アニメの第7期エンディングテーマ。第121話から第144話まで起用された。同日に発売された中川のシングル「心のアンテナ（ギザみみピチュー盤）」にも収録されている。

## 収録曲
1. ハイタッチ!2009 [4:32]
歌：サトシ（松本梨香） & ヒカリ（豊口めぐみ）
作詞：戸田昭吾、作曲：たなかひろかず、編曲：依田和夫[1]
2. もえよ ギザみみピチュー! [4:23]
歌：ギザみみピチュー starring しょこたん
作詞：戸田昭吾、作曲・編曲：たなかひろかず
3. 旅 〜心のアンテナ〜 [0:51]
  - 2009年劇場版サウンドトラック『劇場版ポケットモンスター ダイヤモンド&パール アルセウス 超克の時空へ ミュージックコレクション』からのボーナス収録
4. アルセウス光臨 [1:48]
  - 同上
5. サトシVSギシン [1:20]
  - 同上
6. 未来へ [1:30]
  - 同上
7. ハイタッチ!2009（オリジナルカラオケ） [4:32]
8. もえよ ギザみみピチュー!（オリジナルカラオケ） [4:20]